# 구리둘레길
구리둘레길은 아차산, 한강, 왕숙천을 이어 구리시에서 조성한 둘레길이다.